# もっっと!
「もっっと!」は、野川さくらの7枚目のシングル。2006年1月25日にLantisから発売された。

## 概要
表題曲「もっっと!」は、テレビアニメ『マジカノ』のオープニングテーマ、カップリングの「Always」は、『野川さくらのマシュマロ♪たいむ』2代目オープニングテーマとして使用された。

## 収録曲
全作曲:影山ヒロノブ
1. もっっと! [3:41]
作詞：三重野瞳、編曲：橋本由香利
  - テレビアニメ『マジカノ』オープニングテーマ
2. Always [3:46]
作詞：影山ヒロノブ、編曲：須藤賢一
  - ラジオ『野川さくらのマシュマロ♪たいむ』2代目オープニングテーマ
3. もっっと!（off vocal）
4. Always（off vocal）

## 収録アルバム
| 曲名      | 収録アルバム                               | 発売日         | 備考                  |
| --------- | ------------------------------------------ | -------------- | --------------------- |
| もっっと! | 『てのひらのなかのルピカ』                 | 2006年4月12日  | 4thオリジナルアルバム |
| もっっと! | 『野川さくら SUPER BEST 〜さくらのうた〜』 | 2008年12月24日 | 2ndベストアルバム     |
| Always    | 『てのひらのなかのルピカ』                 | 2006年4月12日  | 4thオリジナルアルバム |